# Henrietta (Texas)
Henrietta település az Amerikai Egyesült Államok Texas államában, Clay megyében, melynek megyeszékhelye is. Lakosainak száma 3111 fő (2020. április 1.).

## Népesség
A település népességének változása:

| 2010 | 3 141 |
| 2020 | 3 111 |